# Ornithocephalus kalbreyerianus
Ornithocephalus kalbreyerianus är en orkidéart som beskrevs av Friedrich Fritz Wilhelm Ludwig Kraenzlin. Ornithocephalus kalbreyerianus ingår i släktet Ornithocephalus och familjen orkidéer.
Artens utbredningsområde är Colombia. Inga underarter finns listade i Catalogue of Life.